# Cantón de Sézanne
El cantón de Sézanne era una división administrativa francesa, que estaba situada en el departamento de Marne y la región de Champaña-Ardenas.

## Composición
El cantón estaba formado por veintitrés comunas:
- Allemant
- Barbonne-Fayel
- Broussy-le-Petit
- Broyes
- Chichey
- Fontaine-Denis-Nuisy
- Gaye
- Lachy
- Linthelles
- Linthes
- Mœurs-Verdey
- Mondement-Montgivroux
- Oyes
- Péas
- Pleurs
- Queudes
- Reuves
- Saint-Loup
- Saint-Remy-sous-Broyes
- Saudoy
- Sézanne
- Villeneuve-Saint-Vistre-et-Villevotte
- Vindey

## Supresión del cantón de Sézanne
En aplicación del Decreto n.º 2014-208 de 21 de febrero de 2014, el cantón de Sézanne fue suprimido el 22 de marzo de 2015 y sus 23 comunas pasaron a formar parte; veintidós del nuevo cantón de Sézanne-Brie y Champaña y una del nuevo cantón de Vertus-Llanura de Champaña.